# فرنتس پاتاکی

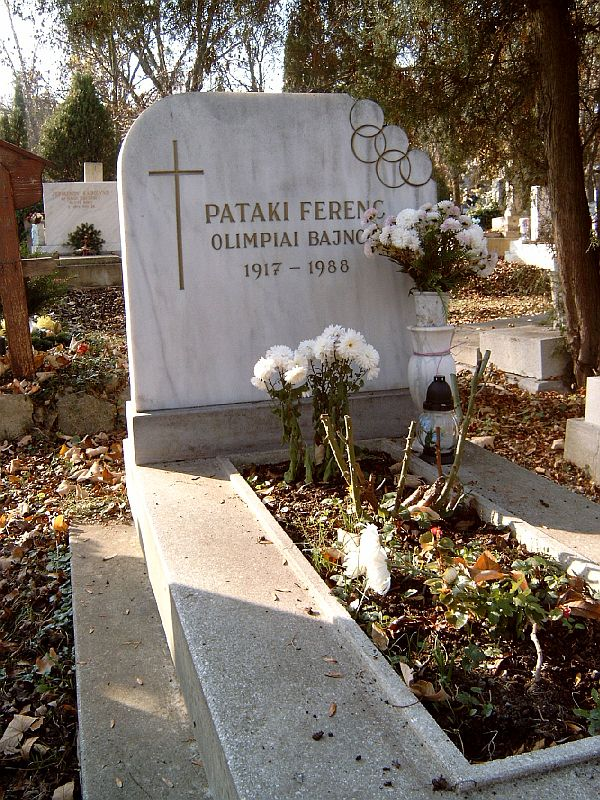
نمایی از سنگ‌مزار فرنک پتکی

فرنتس پاتاکی (به انگلیسی: Ferenc Pataki) ژیمناست زادهٔ ۱۸ سپتامبر ۱۹۱۷ میلادی اهل کشور مجارستان است.